# Naturschutzgebiet Gelängebachtal

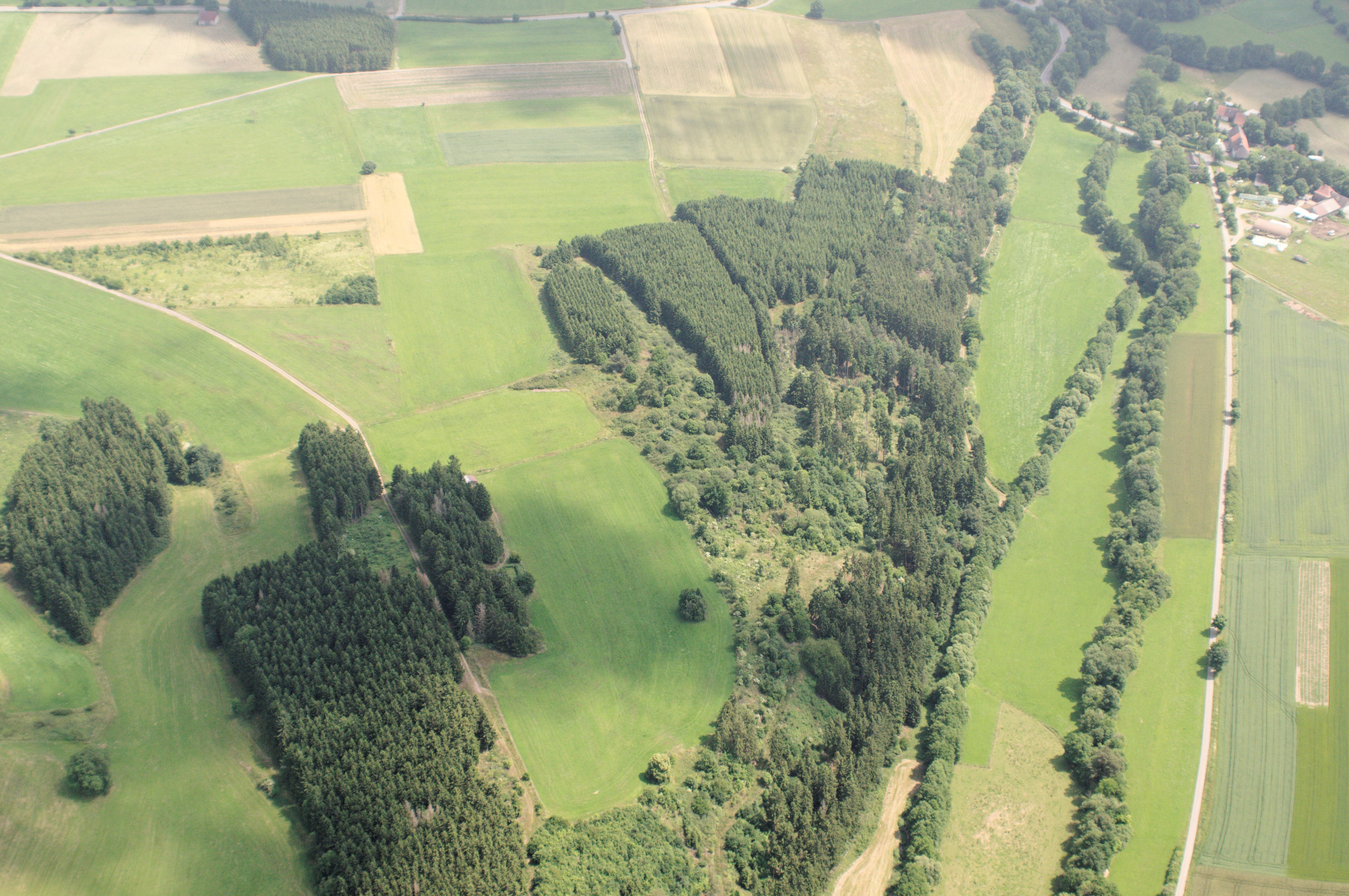
Luftbild des südlichsten Teils des Gelängebachtales im rechten Bildbereich
(Blickrichtung nach Süden)

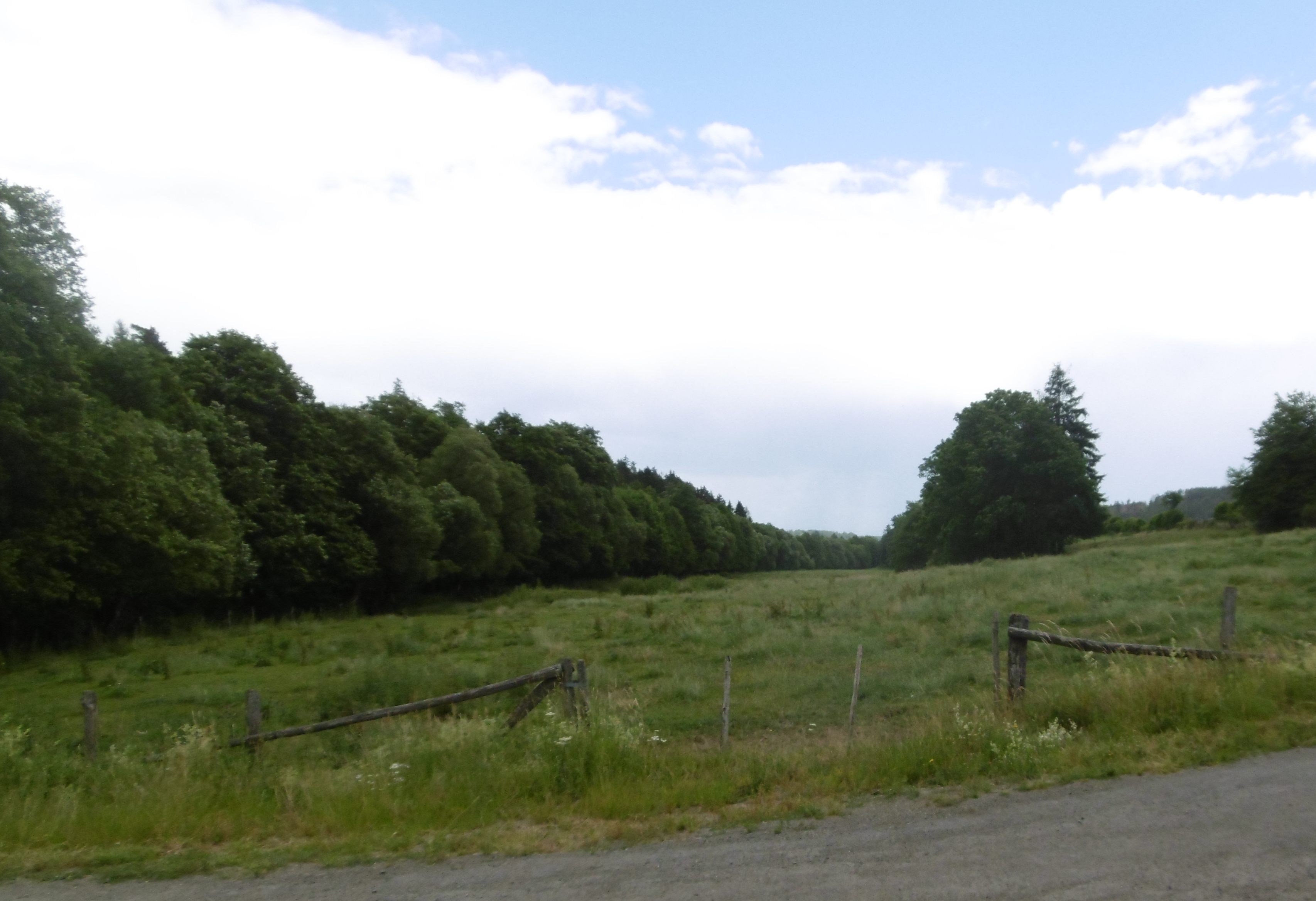
NSG Gelängebachtal

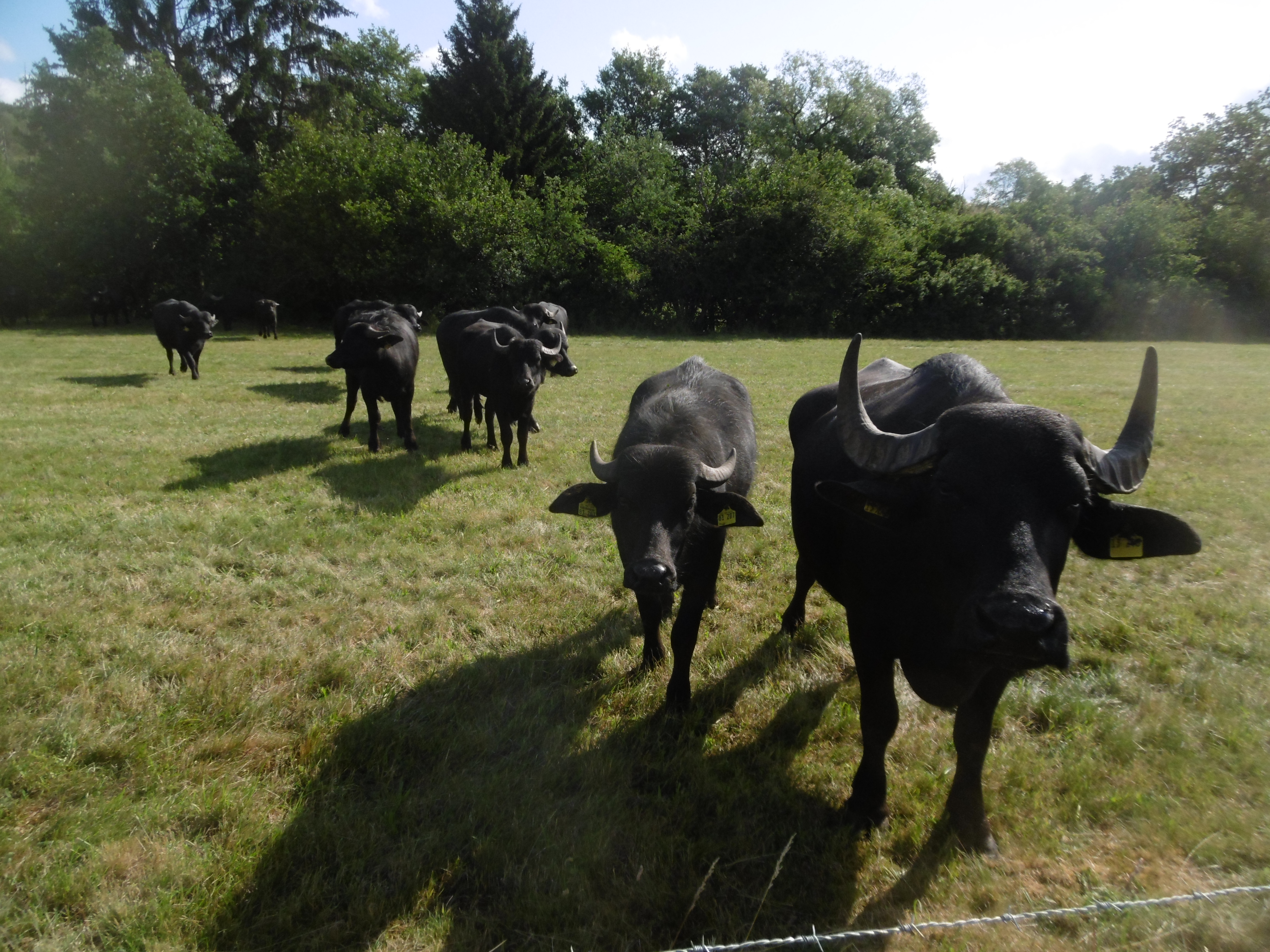
Wasserbüffel im Gelängebachtal

Das Naturschutzgebiet Gelängebachtal mit einer Größe von 96,17 ha liegt westlich und südwestlich von Medebach. Es wurde 2003 mit dem Landschaftsplan Medebach durch den Hochsauerlandkreis als Naturschutzgebiet (NSG) ausgewiesen. Das NSG ist Teil des Europäischen Vogelschutzgebietes Medebacher Bucht (DE-4717-401). Das NSG gehört auch zum FFH-Gebiet Waldreservat Glindfeld-Orketal.

## Gebietsbeschreibung
Im NSG handelt es sich um das Grünland am Gelängebach. Der Gelängebach ist naturnah ausgebildete von einem Ufergehölz begleitet. Der Bach durchfließt ein Grünlandtal mit vorherrschenden mäßig feuchten bis feuchten Glatthaferwiesen, Weidelgras-Weißklee- und Rotschwingel-Straußgras-Weiden. Stellenweise sind nasse Sumpfdotterblumen-Wiesen, Quellsümpfe und Großseggenrieder zu finden. Das Tal und die randlichen flachen Hangbereiche im NSG weisen einen äußerst differenzierten Grünlandkomplex auf mit zahlreichen seltenen und gefährdeten Pflanzenarten.
Das Gelängebachtal ist zusammen mit dem Brühne- und Orketal ein naturschutzfachlich herausragender Refugialraum für Lebensgemeinschaften des Feucht- und Nassgrünlandes im Zentrum des Naturraumes der Medebacher Bucht.
Im NSG gibt es die heute sehr seltenen Glatthafer- und Wiesenknopf-Silgenwiesen.

## Tier- und Pflanzenarten im NSG
Im Gebiet brüten der Neuntöter und der Raubwürger, Charakterarten des Vogelschutzgebietes „Medebacher Bucht“. Das NSG ist das Zentrum der Raubwürger-Verbreitung innerhalb dieses Naturraumes.
Das Landesamt für Natur, Umwelt und Verbraucherschutz Nordrhein-Westfalen dokumentierte im Schutzgebiet Pflanzenarten wie Acker-Witwenblume, Bachbunge, Breitblättriger Thymian, Breitblättriges Knabenkraut, Brennender Hahnenfuß, Echte Nelkenwurz, Echter Wurmfarn, Echtes Johanniskraut, Echtes Labkraut, Echtes Mädesüß, Frühlings-Hungerblümchen, Fuchssches Greiskraut, Färber-Ginster, Gänseblümchen, Gamander-Ehrenpreis, Geflecktes Johanniskraut, Geflecktes Knabenkraut, Gewöhnliche Pestwurz, Gewöhnlicher Natternkopf, Gewöhnliches Ferkelkraut, Gewöhnliches Habichtskraut, Gewimpertes Kreuzlabkraut, Gras-Sternmiere, Große Sternmiere, Großer Wiesenknopf, Hain-Sternmiere, Harzer Labkraut, Heide-Nelke, Heidelbeere, Herbstzeitlose, Jakobs-Greiskraut, Kleine Bibernelle, Kleiner Baldrian, Kleiner Klappertopf, Kleiner Wiesenknopf, Kleines Habichtskraut, Kletten-Labkraut, Knolliger Hahnenfuß, Kohldistel, Kornblume, Kriechende Hauhechel, Kriechender Günsel, Kriechender Hahnenfuß, Kuckucks-Lichtnelke, Körner-Steinbrech, Magerwiesen-Margerite, Mittlerer Wegerich, Moor-Labkraut, Moschus-Malve, Purgier-Lein, Quell-Sternmiere, Rapunzel-Glockenblume, Rundblättrige Glockenblume, Scharfer Hahnenfuß, Schlangen-Knöterich, Schmalblättriges Weidenröschen, Spitzlappiger Frauenmantel, Spitz-Wegerich, Sumpf-Dotterblume, Sumpf-Helmkraut, Sumpf-Labkraut, Sumpf-Storchschnabel, Sumpf-Vergissmeinnicht, Teich-Schachtelhalm, Vogel-Wicke, Wald-Ehrenpreis, Wald-Engelwurz, Wald-Storchschnabel, Weißes Labkraut, Wiesen-Bocksbart, Wiesen-Bärenklau, Wiesen-Flockenblume, Wiesen-Kerbel, Wiesen-Kümmel, Wiesen-Pippau, Wiesen-Platterbse, Wiesen-Schaumkraut, Wilde Möhre und Zaun-Wicke.

## Schutzzweck
Das NSG soll dem Erhalt eines herausragenden Grünland-Biotopkomplexes für zahlreiche bedrohte Pflanzenarten und ihre Vergesellschaftungen und der Sicherung und ökologische Entwicklung von Habitatstrukturen für die Würgerarten (Raubwürger, Neuntöter) als Leitarten im Vogelschutzgebiet „Medebacher Bucht“ dienen. Wie bei allen Naturschutzgebieten in Deutschland wurde in der Schutzausweisung darauf hingewiesen, dass das Gebiet „wegen der Seltenheit, besonderen Eigenart und Schönheit des Gebietes“ zum Naturschutzgebiet erklärt wurde.

## Gebot
Im Landschaftsplan wurde ein zusätzliches Gebot festgeschrieben: „die im Gebiet vorhandenen Nadelhölzer und Pappeln sind nach Maßgabe eines aufzustellenden Pflege- und Entwicklungsplanes zu entfernen (§ 26 LG).“

## Naturschutzmaßnahmen

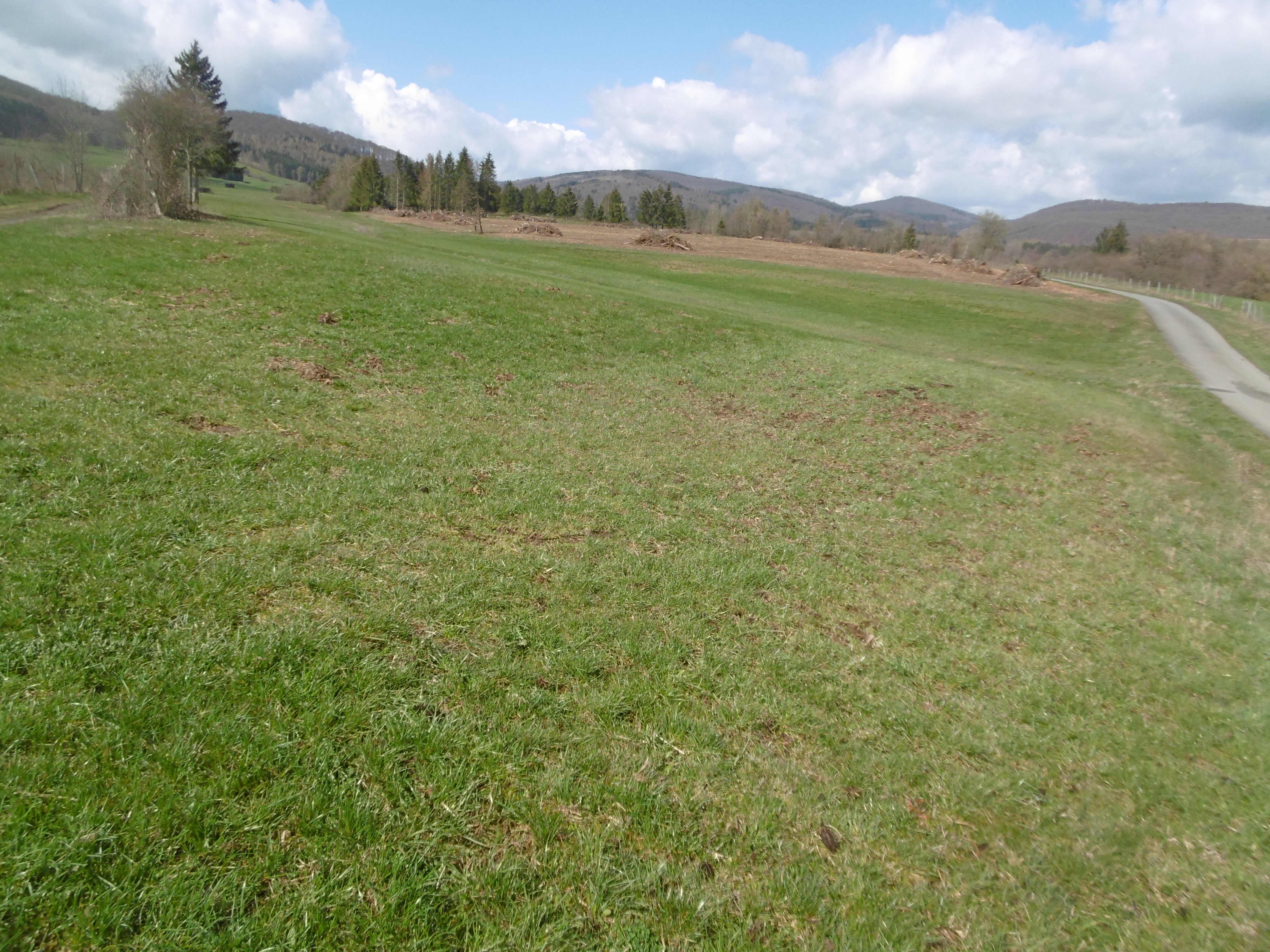
Umgewandelte Fichtenfläche im Hintergrund

Im NSG kaufte die Nordrhein-Westfalen-Stiftung Naturschutz, Heimat- und Kulturpflege ab 1988 4,99 ha Land an, welche vom Verein für Natur- und Vogelschutz im Hochsauerlandkreis betreut werden.
2022 wurde auf einer Privatfläche im Zentrum des NSG ein etwa 40 Jahre alte Fichtenwald von der Unteren Naturschutzbehörde Hochsauerlandkreis gefällt genau wie bereits 2003 im Landschaftsplan Medebach festgeschrieben. Die Fläche wurde 2023 geräumt, gemulcht und mit einer Heugrassaat bedeckt. Nach einem Zaunbau beweidet ein örtlicher Landwirt die neu entstandene Magerwiese extensiv mit Rindern. Dagegen sprachen sich ein Förster und ein Tierarzt aus, die lieber den Fichtenwald erhalten hätten. Die Magerwiese soll Neuntöter und Raubwürger als Lebensraum dienen.